# Jean-Noël Fenwick
Pour les articles homonymes, voir Fenwick.
Jean-Noël Fenwick, né le 6 décembre 1950 à Neuilly-sur-Seine et mort le 3 mai 2024 à Puteaux, est un auteur dramatique, scénariste, metteur en scène et comédien français à qui l'on doit notamment Les Palmes de Monsieur Schutz, pour lequel il a reçu le Molière de l'auteur en 1990. Il est Officier de l'Ordre des Arts et des Lettres.

## Biographie

### Famille
Français et parisien, Jean-Noël Fenwick est le fils de Bernadette Fenwick, le petit-fils de Kate Gillou, l'arrière-petit fils de Jacques Rouché et l'arrière-arrière-petit fils de l'entrepreneur Noël Fenwick, fondateur de la société d'engins de levage Fenwick-Linde.
En 1975, il épouse brièvement Charlotte de Turckheim, alors âgée de vingt ans. Il en divorce l'année suivante.
Il est le père du comédien Arthur Fenwick.

### Carrière artistique
Diplômé d'une maîtrise de lettres modernes, il est d'abord journaliste puis publicitaire, et fait parallèlement ses débuts d'auteur et de comédien au café-théâtre. Il écrit plusieurs pièces de théâtre classique, mais qui ne sont pas jouées.
En 1988, il décide de se consacrer définitivement à l'écriture dramatique et écrit en quelques semaines les Palmes de M. Schutz, pièce « gaie, tendre et scientifique » qui retrace, sous la forme de comédie, la découverte de la radioactivité puis du radium par Pierre et Marie Curie, pour le théâtre des Mathurins dirigé par Gérard Caillaud. Ce dernier, séduit par le texte, décide de monter la pièce, d'en assurer la mise en scène et d'interpréter le rôle de Schutz.
La pièce sera créée en septembre 1989. Après des débuts difficiles, grâce au soutien actif de la profession théâtrale d'une part et de la communauté scientifique d'autre part, dont Pierre Joliot, Georges Charpak et Pierre-Gilles de Gennes, le spectacle commence à connaître un certain succès. Puis, en mars 1990, c'est une avalanche de onze nominations aux Molière, qui seront suivies par quatre trophées quelques semaines plus tard (meilleur auteur, meilleur metteur en scène, meilleurs décors et costumes, meilleur spectacle de l'année catégorie théâtre privé) et le spectacle devient au cours de six saisons consécutives un grand succès. La pièce recevra également le prix de l'Académie des U et le Prix du jeune théâtre Béatrix-Dussane–André-Roussin de l'Académie française.
Jean-Noël Fenwick est également l'auteur au théâtre de Calamity Jane, Potins d'enfer (dont il assurera la mise en scène) et Moi, mais en mieux. 
Il participe à plusieurs séries télévisées, à l'adaptation des Palmes de M. Schutz à l'écran et fait quelques apparitions comme comédien dans des films écrits et réalisés par ses amis, tels que Pierre Salvadori, Diane Kurys ou Claude Pinoteau.
En octobre 2010, il publie chez Albin Michel un petit essai de vulgarisation scientifique qui résume en 200 pages les phénomènes scientifiques qui, depuis le big bang, ont amené à l'Homme : apparition des particules, puis des nucléons, atomes,  molécules, cellules, créatures pluricellulaires, etc. Le récit s'achève avec les premières civilisations, l'invention de l'écriture et l'apparition du monothéisme.
Il a récemment remis en scène Potins d'Enfer pour une première carrière en tournée avant une reprise à Paris en 2013, avec Christophe Bélair, Gaëlle Gedon, Marc-Antoine Moreau de la Compagnie On Air.
En 2012, Calamity Jane est de nouveau jouée, cette fois dans une mise en scène d'Alain Sachs, avec Clémentine Célarié et Yvan Le Bolloc'h, au Théâtre de Paris dont le directeur est Stéphane Hillel, en son temps interprète de Pierre Curie pour un millier de représentations des Palmes de M. Schutz.
Depuis le 19 septembre 2013, Les Palmes de M. Schutz se jouent de nouveau à Paris, au théâtre Michel dirigé par Didier Caron. La nouvelle mise en scène a été confiée à Patrick Zard, frère de théâtre de l'auteur, dans la continuité de celle de Gérard Caillaud qui en assura la création. Le décor de Jacques Voizot a été conservé, tout comme les instruments utilisés par le couple Curie, reproduits à l'identique. La distribution rassemble cette fois Constance Carrelet, Benjamin Egner, Daniel Hanssens, Valérie Vogt, Guillaume Bouchède et Michel Crémadès,.
Jean-Noël Fenwick décède le 3 mai 2024 à Puteaux à l’âge de 73 ans.